# Idaea griseanova
Idaea griseanova là một loài bướm đêm trong họ Geometridae.